# Höken och duvan

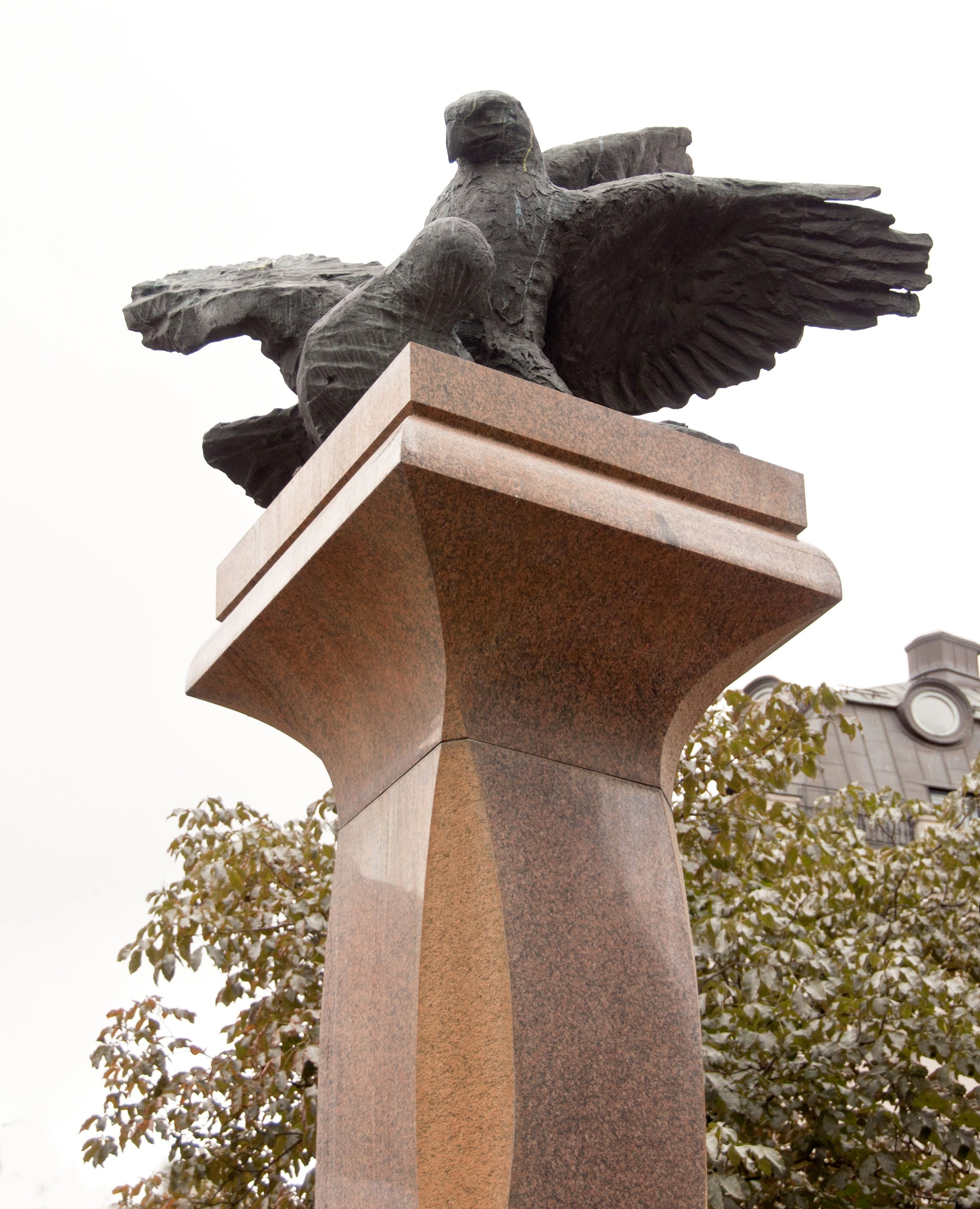
Höken och duvan, 2010.

Höken och duvan är en fontänskulptur av Torsten Fridh. Skulpturen i brons placerades på en hög granitpelare framför Daneliuska huset vid Stureplan i Stockholm 1990. 
Konstnären har inspirerats av en notis i en tidning som beskrev en duvhöks attacker mot en duva. Duvan försvarade sig så tappert att höken till slut gav upp och flydde fältet. Pelaren står i ett granitkar ur vilket fyra vattenkaskader skjuter upp.